# Площа Пирогова (Севастополь)
Площа Пирогова — площа в Ленінському районі Севастополя, на перетині вулиць Пирогова, Шварца і Льва Толстого. Утворилась в 1954 році і з 22 грудня цього ж року носить ім'я вченого, хірурга, учасника оборони Севастополя 1854—1855 років Миколи Пирогова.